# Feel My Mind
Feel My Mind é o terceiro álbum lançado pela cantora pop japonesa Koda Kumi, em Fevereiro de 2004. Chegou a sétima posição na Oricon Albums Chart, ficando na parada por 35 semanas.

## Faixas
1. "Break it down"
2. "Crazy 4 U"
3. "Rock Your Body"
4. "Rain"
5. "Without Your Love"
6. "Talk to You"
7. "華" (Hana)
8. "Get Out the Way"
9. "Sweet Love・・・"
10. "Gentle Words"
11. "Magic"
12. "COME WITH ME"
13. Bonus Track: "夢 with You" (R.Yamaki's Groove Mix)
14. Bonus Track: "キューティーハニー"